# Cyril Cleverdon

Cyril W. Cleverdon (Bristol, 9 de septiembre de 1914 - Cranfield, 4 de diciembre de 1997), fue un informatólogo y documentalista científico inglés, pionero de la disciplina Recuperación de información en sistemas documentales. Proporcionó un objeto de estudio, una metodología de investigación y un lenguaje terminológico, siendo el comienzo de investigaciones empíricas y de corte experimental. Además, estableció las directrices apropiadas en la indización automática.

## Biografía
Fue bibliotecario en su ciudad natal en una biblioteca pública entre 1932 y 1938, donde se familiariza con los lenguajes documentales (incluidos unos tesauros primarios). En 1938 ingresa como bibliotecario especializado (futuro documentalista) en la División de Ingenieros de la Bristol Aeroplano Co. Ltd. En 1946 ficha por el College of Aeronautics de Cranfield, más tarde llamado Cranfield Institute of Technology, donde trabajaría hasta su jubilación en 1979. Allí desarrollaría junto a RG Thorme una primera evaluación sobre el sistema de unitérminos UNITERM (1954) que no concluyó.

## Proyectos Cranfield
Los estudios de recuperación de información se desarrollaban dentro del ámbito filosófico y especulativo, cuyos resultados no eran significativos. Cleverdon dotaría de rango científico a la disciplina con los proyectos Cranfield I y II.
En 1957, Cleverdon, apoyado por la Fundación Nacional de la Ciencia (NSF) de EE. UU. en colaboración con la Asociación Británica de Bibliotecas Especiales y Gabinetes de Información (Aslib), evaluó el funcionamiento de varios sistemas de indización y el rendimiento de los sistemas de recuperación basados en ellos.
El primer proyecto, el Cranfield I, duró desde 1957 a 1962 y tenía como objetivo comparar la efectividad de cuatro sistemas de indización: la Clasificación Decimal Universal (CDU), una lista de encabezamientos de materia (unas LEM), un sistema de clasificación colonada o facetada y un índice coordinado de unitérminos (modelo UNITERM de Mortimer Taube). Aparecen los elementos necesarios para evaluaciones posteriores: una colección de documentos, una serie de juicios de relevancia de los documentos expresados en tres niveles y las fórmulas para hallar la precisión y la exhaustividad.
Los resultados obtenidos ofrecieron una tasa de exhaustividad alta (promedio 80%). Mostró que el sistema de indización que mejor rendía era el índice coordinado de unitérminos, siendo el sistema por facetas el más deficitario. Probó que la mejora de la indización no depende de la experiencia del indizador, sino por el tiempo dedicado.
El segundo proyecto, el Cranfield II, abarcó desde 1963 a 1966 y consolidó esta metodología. En esta ocasión, estudió los efectos componentes de 33 lenguajes de indización diferenciados en terminología y estructura. Se amplió el número de documentos y de preguntas. Los autores también determinaron la relevancia de los documentos en relación con las preguntas formuladas a través de una escala de 4 niveles.
Los resultados de este experimento fueron contradictorios. Ofrecieron mejores resultados los lenguajes formados por términos simples o unitérminos que los lenguajes documentales de diseño y creación compleja. También se obtuvieron mejores resultados indizando en los títulos de los artículos que en los resúmenes. Estas conclusiones fueron rebatidas por el hecho de que se habían producido en un entorno artificial, por lo que resulta ineficaz en entornos de reales.
Estos experimentos descubrieron una relación inversa entre exhaustividad y precisión; es decir, si se intenta maximizar la precisión, se minimiza la exhaustividad, y viceversa.

## Incidencia posterior y reconocimientos
Su aplicación abarca estudios relacionados con teorías de clasificación, indización, lenguaje natural vs lenguaje controlado, el modelo booleano, el modelo de espacio vectorial o el modelo probabilístico. Estos instrumentos fueron utilizados en 2 de las evaluaciones de sistemas de recuperación de información más importantes: el Medlars dirigido por Frederick Lancaster, y el SMART dirigido por Gerard Salton. En los 90, sería incorporado al proyecto TREC (Text Retrieval Conference).
Le fue otorgado el Premio de la SLA en 1962, el Premio ASIST al Mérito Académico en 1970 y el premio Gerard Salton en 1991